# Борисов Сергій Іванович
Сергі́й Іва́нович Бори́сов (* 10 жовтня 1903, Ростов-на-Дону — 24 грудня 1983) — український вчений радянських часів, знавець у галузі трубопрокатного виробництва,
1950 — лауреат Державної премії СРСР, 1961 — професор, 1964 — заслужений діяч науки і техніки УРСР. Нагороджений орденом Леніна, іншими орденами та медалями.

## Життєпис
1932 року закінчив Дніпропетровський металургійний інститут, залишився викладати в ньому.
З 1945 року — заступник директора по науковій роботі Всесоюзного науково-дослідного та конструкторсько-технологічного інституту трубної промисловості.
Його наукові дослідження стосуються теорії та практики трубопрокатного і трубозварювального виробництва.
Одна з праць — «Трубопрокатне виробництво» — разом з П. Ємельяненком та О. Шевченком.

## Джерело
- УРЕ [Архівовано 5 березня 2016 у Wayback Machine.]
- ЕСУ